# ラミノパチー
ラミノパチー（英: Laminopathy）、ラミノパシー、またはラミン病（ラミンびょう）は、核ラミナのタンパク質をコードする遺伝子の変異によって引き起こされる一群の希少遺伝疾患であり、「核膜病」（nuclear envelopathies）の中に含まれる。「核膜病」は核膜の欠陥に関連する疾患を分類するために2000年に造られた包括的用語である。1990年代後半にラミノパチーが最初に報告されて以降、核膜タンパク質が動物細胞や組織の完全性の維持に果たしている重要な役割を解明するため、多くの研究努力がなされている。

## 症状
ラミノパチーと他の核膜病では、骨格筋と心筋の筋ジストロフィー、リポジストロフィー、糖尿病、異形成、皮膚障害、ニューロパチー、白質ジストロフィー、早老など、さまざまな臨床症状が現れる。これらの症状の大部分は出生後、一般的には小児期と青年期の間に発症する。ラミノパチーの一部は早死を引き起こすこともあり、ラミンB1（LMNB1遺伝子）の変異は出生前または出生時に致死となる可能性がある。

## 遺伝学
典型的なラミノパチーの患者は、ラミンA/Cをコードする遺伝子（LMNA遺伝子）に変異が存在する。
近年では、ラミンB2（LMNB2遺伝子) の変異またはラミンBの存在量の変化をもたらす遺伝的変異もラミノパチーの原因として同定されている。
他の核膜病と関連する変異は、ラミンB受容体（LBR遺伝子）、エメリン（EMD遺伝子）、LEMドメイン含有タンパク質3（LEMD3遺伝子）といったラミン結合タンパク質をコードする遺伝子や亜鉛結合性メタロプロテアーゼSTE24（ZMPSTE24遺伝子）などのプレラミン（後述）のプロセシングに関与する酵素の遺伝子に見つかっている。
ラミノパチーを引き起こす突然変異には劣性および優性のアレルが含まれ、保有者が死ぬ前に繁殖を行うことができないような優性アレルは稀なde novo変異によって生み出される。
ヒト集団で最も頻度が高い核膜病は、エメリンをコードするEMD遺伝子のX連鎖突然変異によって引き起こされるエメリー・ドレイフス型筋ジストロフィー で、10万人に1人が罹患すると推定されている。

## 分子機能
ラミンは、動物細胞の核膜の下で足場となっている核ラミナを形成する、中間径フィラメントタンパク質である。ラミンはファルネシル基のアンカーを介して核膜に接着し、ラミンB受容体やエメリンといった核内膜タンパク質と相互作用する。核ラミナは動物の移動性への適応であるようであり、植物や菌類といった固着性の生物はラミンを持っておらず、多くのラミノパチーの症状には筋肉の欠陥が含まれる。これらの遺伝子の変異はフィラメントの重合または核膜への結合の欠陥をもたらし、筋線維、骨格、皮膚、結合組織といった物理的なストレスを受ける組織において核膜の安定性をおびやかす。
LMNA遺伝子から産生されるmRNAは選択的スプライシングが行われ、ラミンAとラミンCへ翻訳される。ラミンAは、膜へのアンカーとなるファルネシル化が行われる。この状態のタンパク質はプレラミンAと呼ばれる。ファルネシル化されたプレラミンAは、さらにメタロプロテアーゼによって末端の15アミノ酸とファルネシル化されたシステイン残基が除去され、成熟したラミンAへとプロセシングされる。これによってラミンAは核膜から解離し、核での機能を発揮することが可能になる。ラミノパチーを引き起こす変異はこれらの過程にさまざまな段階で干渉する。

### ナンセンス・ミスセンス変異
ラミンA/Cのロッドドメイン（rod domain）とテールドメイン（tail domain）におけるミスセンス変異は幅広い遺伝子異常の原因であり、ラミンA/Cは明確な機能的ドメインを含み、さまざまな細胞系統の維持や完全性に必須となっていることが示唆される。ラミンAと核膜タンパク質であるエメリンとの相互作用は筋細胞において重要であるように見える。ラミンの特定の変異はエメリンの変異を擬態し、エメリー・ドレイフス型筋ジストロフィーを引き起こす。さまざまな変異がドミナントネガティブ型や劣性型のアレルとなる。ラミンAとエメリンの双方の誤った局在を引き起こすようなロッドドメインの変異が、常染色体優性型の筋ジストロフィーと心筋症の患者には生じている。
ラミンBの変異の大部分は致死的であるようであり、ラミンB1に変異を有するマウスは出生時に死亡する。2006年に、後天性部分性リポジストロフィーの患者にラミンB2のミスセンス変異が同定された。
最もよくみられるラミンA/Cの変異は、LMNA遺伝子のエクソン9におけるホモ接合型Arg527His置換（527番目のアルギニン残基がヒスチジンで置き換わっている）である。他には、Ala529ValやArg527His/Val440Metといった変異が知られている。加えて、Arg527Cys、Lys542Asn、Arg471Cys、Thr528Met/Met540Thr、Arg471Cys/Arg527Cys、Arg527Leuといった変異は、プロジェリアと似た特徴を伴う下顎骨異形成を引き起こす。

### スプライシングの欠陥
プロジェリアを引き起こす変異はLMNA遺伝子のmRNAのスプライシングの欠陥をもたらし、異常なラミンAタンパク質であるプロジェリンが産生される。変異はエクソン11の内部に存在する隠れたスプライス部位を活性化し、プレラミンAのプロセシング部位の欠失を引き起こす。ラミンAへ成熟することができないプロジェリンが蓄積することで、核の変形が引き起こされる。また、誤ったスプライシングは新生児致死となるtight skin contracture syndromeでも見られ、エクソン11が完全にまたは部分的に欠損することで、切り詰められたプレラミンＡとなる。

### プロセシングの欠陥
メタロプロテアーゼSTE24はプレラミンAから成熟したラミンAへのプロセシングに必要であるため、プロテアーゼ活性を失う遺伝子変異は、プロセシング部位が切り詰められたプレラミンAによって引き起こされるラミノパチーに類似した欠陥を引き起こす。ZMPSTE24遺伝子に変異がある患者で見られる症状は、下顎骨異形成、早老症の外観、全身性リポジストロフィーから幼児期に致死となる拘束性皮膚障害までさまざまである。

### 遺伝子量効果
常染色体優性の白質ジストロフィーの場合、疾患はラミンBの遺伝子LMNB1の重複と関連している。細胞におけるラミンBの遺伝子量の正確さが核の完全性に重要であるようであり、ショウジョウバエではラミンBの発現の増加は変性表現型を引き起こし、異常な形態の核となる。

### 自己免疫抗体
ラミンBに対する抗体は自己免疫疾患との関連が示唆されており、おそらく多発性硬化症と関係している。

### DNA修復
A型ラミンは、非相同末端結合と相同組換えの過程においてDNA二本鎖切断修復に重要な役割を果たすタンパク質のレベルを維持することで、遺伝的安定性を促進する。ラミンA (LMNA遺伝子) の変異は、劇的な早老の症状を示すハッチンソン・ギルフォード・プロジェリア症候群を引き起こす。プレラミンAの成熟に欠陥があるマウスの細胞では、DNA損傷と染色体異常が増加し、DNA損傷試薬に対する感受性が高くなる。A型ラミンに欠陥がある時にDNA損傷を適切に修復できないことは、早老の一部の側面の原因となっていると考えられる。

## 診断

### 既知のラミノパチーと他の核膜病
| 症候群 | OMIM ID | 症状                                                     | 変異                                             | 同定年     |
| --- | ------- | -------------------------------------------------------- | ------------------------------------------------ | ---------- |
| 非典型的ウェルナー症候群 (Atypical Werner syndrome)                                                                     | 277700  | 通常のウェルナー症候群と比較して、感受性の増加した早老症 | ラミンA/C                                        | 2003       |
| 後天性部分性リポジストロフィー (Barraquer–Simons syndrome)                                                              | 608709  | リポジストロフィー                                       | ラミンB                                          | 2006       |
| ブシュケ・オレンドルフ症候群 (Buschke–Ollendorff syndrome)                                                              | 166700  | 骨格異形成、皮膚病変                                     | LEMD3                                            | 2004       |
| 拡張型心筋症1A型 (Cardiomyopathy, dilated, 1A (CMD1A))                                                                  | 115200  | 心筋症                                                   | ラミンA/C                                        | 1999       |
| 四頭筋ミオパチーを伴う拡張型心筋症 (Cardiomyopathy, dilated, with quadriceps myopathy)                                  | 607920  | 心筋症                                                   | ラミンA/C                                        | 2003       |
| シャルコー・マリー・トゥース病、軸索型、2B1型 (Charcot–Marie–Tooth disease, axonal, type 2B1)                           | 605588  | ニューロパチー                                           | ラミンA/C                                        | 2002       |
| エメリー・ドレイフス型筋ジストロフィー、X連鎖型 (Emery–Dreifuss muscular dystrophy, X-linked (EDMD))                    | 310300  | 骨格筋と心筋の筋ジストロフィー                           | エメリン                                         | 1996, 2000 |
| エメリー・ドレイフス型筋ジストロフィー、常染色体優性型 (Emery–Dreifuss muscular dystrophy, autosomal dominant (EDMD2))  | 181350  | 骨格筋と心筋の筋ジストロフィー                           | ラミンA/C                                        | 1999       |
| エメリー・ドレイフス型筋ジストロフィー、常染色体劣性型 (Emery–Dreifuss muscular dystrophy, autosomal recessive (EDMD3)) | 604929  | 骨格筋と心筋の筋ジストロフィー                           | ラミンA/C                                        | 2000       |
| ダニガン型家族性部分性リポジストロフィー (Familial partial lipodystrophy of the Dunnigan type (FPLD))                   | 151660  | 脂肪萎縮性糖尿病                                         | ラミンA/C                                        | 2002       |
| グリーンバーグ骨異形成症 (Greenberg dysplasia)                                                                          | 215140  | 骨格の異形成                                             | ラミンB受容体                                    | 2003       |
| ハッチンソン・ギルフォード・プロジェリア症候群 (Hutchinson–Gilford progeria syndrome (HGPS))                            | 176670  | 早老症                                                   | ラミンA/C                                        | 2003       |
| 成人発症型常染色体優性白質ジストロフィー (Leukodystrophy, demyelinating, adult-onset, autosomal dominant (ADLD))        | 169500  | 中枢神経系に影響を与える進行性の脱髄疾患                 | ラミンB (遺伝子のタンデム重複)                   | 2006       |
| 肢帯型筋ジストロフィー1B型 (Limb-girdle muscular dystrophy type 1B (LGMD1B))                                            | 159001  | 臀部と肩の筋ジストロフィー、心筋症                       | ラミンA/C                                        | 2000       |
| Lipoatrophy with diabetes, hepatic steatosis, hypertrophic cardiomyopathy, and leukomelanodermic papules (LDHCP)        | 608056  | 脂肪萎縮性糖尿病、脂肪肝、肥大型心筋症、皮膚障害         | ラミンA/C                                        | 2003       |
| A型リポジストロフィーを伴う下顎骨異形成 (Mandibuloacral dysplasia with type A lipodystrophy (MADA))                     | 248370  | 異形成とリポジストロフィー                               | ラミンA/C                                        | 2002       |
| B型リポジストロフィーを伴う下顎骨異形成 (Mandibuloacral dysplasia with type B lipodystrophy (MADB))                     | 608612  | 異形成とリポジストロフィー                               | 亜鉛結合性メタロプロテアーゼSTE24                | 2003       |
| ペルゲル・ヒュエット異常症 (Pelger–Huet anomaly (PHA))                                                                  | 169400  | 骨髄異形成                                               | ラミンB受容体                                    | 2002       |
| ペリツェウス・メルツバッハー病、常染色体優性型 (Pelizaeus–Merzbacher disease, adult-onset, autosomal dominant)          | 169500  | 白質ジストロフィー                                       | ラミンB                                          | 2006       |
| 致死性拘束性皮膚障害(Restrictive dermopathy, lethal)                                                                    | 275210  | 皮膚障害                                                 | ラミンA/Cまたは亜鉛結合性メタロプロテアーゼSTE24 | 2004       |

## 治療と薬剤開発
現在のところ、ラミノパチーには治療法が存在せず、大部分は対症療法と支持療法である。理学療法と整形外科的治療は筋ジストロフィーを抱える患者には有用である。心筋が影響を受けるラミノパチーでは心不全が引き起こされる可能性があるためACE阻害薬、βブロッカー、アルドステロン拮抗薬などの投与が必要であり、不整脈が頻繁に起こるため心臓ペースメーカーや植え込み型除細動器が必要となる場合がある。ニューロパチーに対する治療としては、てんかん発作や痙縮に対する投薬が行われる。
近年の進展によって、ラミノパチーにおいて早老をもたらす有毒なプロジェリンが形成される分子機構が解明され、標的治療の開発の可能性が開かれた。プレラミンAとその病理型であるプロジェリンに対するファルネシル化は、ファルネシル基転移酵素によって行われる。ファルネシル基転移酵素阻害剤（FTI）は2つのマウスモデルにおいて効果的にプロジェリアの症状を低減し、早老症の培養細胞では異常な形状を示していた核が回復した。2種類の経口FTIであるロナファルニブとティピファルニブがすでに抗がん剤として利用されており、ラミノパチーに苦しむ子供に対する治療の道筋となる可能性がある。骨粗鬆症の治療に使用される窒素含有ビスリン酸薬剤はファルネシル二リン酸の産生を減少させ、それによってプレラミンAのファルネシル化を減少させる。これらの薬剤もプロジェリアの治療に有用である可能性がある。プロジェリンの合成を阻害するアンチセンスオリゴヌクレオチドの利用も、現在行われている抗プロジェリン薬剤開発の別の道筋である。